# 羊山公園駅
羊山公園駅（ようざんこうえん-えき）は中華人民共和国江蘇省南京市棲霞区仙林大道の北側にある、南京地下鉄の駅である。

## 駅構造
- 島式ホーム1面2線の高架駅。

| 2号線ホーム | ←2号線 油坊橋方面 |
| 2号線ホーム | 島式ホーム        |
| 2号線ホーム | 2号線 経天路方面→ |

## 駅周辺
- 南京中医薬大学仙林校区

## 歴史
- 2010年5月28日2号線の駅として開業。

## 隣の駅
南京地下鉄
■2号線
仙林中心駅 - 羊山公園駅 - 南大仙林校区駅